# The Misfit of Demon King Academy
Maō gakuin no futekigōsha: Shijō saikyō no maō no shiso, tensei shite shison-tachi no gakkō e kayō (魔王学院の不適合者〜史上最強の魔王の始祖、転生して子孫たちの学校へ通う～, litt. « L'Inadéquat de l'Académie du Roi-Démon : Le Roi-Démon le plus fort de l'histoire se réincarne et va à l'école avec ses descendants »), aussi abrégée Maō gakuin (魔王学院), est une série de light novel écrite par Shū et illustrée par Yoshinori Shizuma. La série est également connue sous son nom anglais The Misfit of Demon King Academy (litt. « L'Inadéquat de l'Académie du Roi-Démon »).
L'histoire suit la nouvelle vie d'un Roi-Démon, Anos Voldigoad, qui s'est réincarné deux mille ans plus tard après s'être lassé des combats interminables de son temps et aspire à un monde paisible : mais devenu l'enfant d'un couple d'Humains dans une époque en paix et à la culture magique en déclin, il se retrouve marginalisé par l'Académie qu'il intègre en tant que candidat à sa propre réincarnation.
Publiée à l'origine en ligne comme étant une websérie sur le site Shōsetsuka ni narō, elle est éditée en light novel par Kadokawa dans sa collection Dengeki Bunko depuis mars 2018. Une adaptation en manga de Kayaharuka est publiée sur le webzine Manga Up! depuis juillet 2018. Une adaptation en série télévisée d'animation par le studio SILVER LINK. est diffusée pour la première fois entre le 4 juillet et le 26 septembre 2020. Une seconde saison est diffusée depuis le 8 janvier 2023.

## Synopsis
Prologue — l’Âge des Mythes
Deux mille ans avant le début de l’histoire, vivait un redoutable Roi-Démon qui menaçait l’existence des Humains, des Esprits, et même des Dieux : son nom était Anos Voldigoad.
Ce dernier, lassé de voir la Grande Guerre s’éterniser, décida d’inviter ses homologues (le Héros Kanon, le Grand Esprit Leno et la Déesse de la Création Militia) à sa demeure, le château Delzogaide, afin de leur proposer de mettre fin à ce conflit. Sa solution fut qu’afin d’« éliminer la rancune existante entre les quatre mondes que sont celui des Humains, des Démons, des Esprits et des Dieux », il fallait « les séparer par un mur qui ne disparaîtra pas pendant un millénaire, et ce, en échange de sa vie pour ne se réincarner que dans deux mille ans » : cet accord fut accepté par les trois représentants, et le Roi-Démon se sacrifia…
Histoire — l’Ère magique
Ces deux millénaires passés, Anos se réincarne en tant qu’enfant d’un couple modeste avec les souvenirs de sa précédente vie. Toutefois, les temps de paix ont tellement diminué le niveau magique du monde depuis son époque qu’il est incomparable avec le sien.
Anos ayant atteint l’âge requis à une vitesse anormale, subissant une croissance accélérée jusqu’à l’adolescence en un mois d’existence, une invitation de l’Académie du Roi-Démon lui parvient ; cette école censée réunir ses potentielles réincarnations se révèle être située dans son ancienne demeure, Delzogaide. Par les moyens conformes à cette nouvelle époque, il compte bien récupérer légitimement son titre auprès de ses congénères.
Mais le jour de son admission, les tests imposés la veille aux nouveaux venus n’étant pas adaptés pour jauger objectivement sa puissance, Anos se retrouve discriminé dans une nouvelle catégorie à part des autres étudiants : l’« Inadéquat » (au titre de Roi-Démon).

## Personnages

### Principaux

#### Protagoniste
Anos Voldigoad (アノス・ヴォルディゴード, Anosu Vorudigōdo) / Anoshu Polticoal (アノシュ・ポルティコーロ, Anoshu Porutikōro) (alias enfantin) / le « Cruel Roi‐Démon » (「暴虐の魔王」, ‘Bougyaku no maou’) ; l’« Inadéquat » (「不適合者」, ‘Futekigousha’) (surnoms)
Voix japonaise : Tatsuhisa Suzuki (ja), (saison 1) / Yūichirō Umehara (saison 2), voix française : Nessym Guetat
Le protagoniste de l’histoire, réincarnation du « Cruel Roi‐Démon » qui réapparaît après une absence de 2 000 ans.
Parce qu’il n’a pu être objectivement jaugé aux tests de sélection de l’Académie du Roi‐Démon Delzogaide avec des falsifications historiques ainsi que les moyens conventionnels de cette époque, affaiblie magiquement par rapport à l’Âge des Mythes dû au temps de paix, il fait partie d’une nouvelle catégorie de blason (Croix) unique au sein de la classe 1‐2 et des autres élèves : l’« Inadéquat » (au titre de Roi‐Démon, selon les normes établies par l’institution).

#### Cercle rapproché d’Anos Voldigoad
Les sœurs Necron (ネクロン家の姉妹, Nekuron‐ka no shimai)
Fausses jumelles de la famille Necron, descendant en droite ligne de l’un des Sept Empereurs‐Démons.
Misha Necron (ミーシャ・ネクロン, Mīsha Nekuron)
Voix japonaise : Tomori Kusunoki,, voix française : Leslie Lipkins
Sang‐Pure (de fait) aussi douce que laconique au Blason Hexagramme de la classe 1‐2 et première amie d’Anos Voldigoad, qu’elle a rencontré le jour des tests de sélection pour l’Académie du Roi‐Démon Delzogaide.
Bien qu’elle soit la jumelle de Sasha, elle est traitée comme une Sang‐Mêlée et semble aussi rejetée par sa sœur.
D’un niveau magique élevé de 100 246 selon les normes de l’institution, elle possède avec son Mauvais Œil de la Création une très bonne vue et est portée à la magie de création, notamment de glace.
Sasha Necron (サーシャ・ネクロン, Sāsha Nekuron) / la « Sorcière de la Destruction » (「破滅の魔女」, ‘Hametsu no majo’) (surnom)
Voix japonaise : Yūko Natsuyoshi (ja),, voix française : Alice Orsat
Sang‐Pure aussi caractérielle qu’émotivement instable de lignée royale, élève au Blason Hexagramme de la classe 1‐2 et membre de la Génération du Chaos.
Bien qu’elle soit la jumelle de Misha, elle est mieux considérée qu’elle et semble la rejeter.
Elle est surnommée par son Mauvais Œil de la Destruction, qui lui offre avec la magie de feu une grande capacité offensive destructrice sur tout ce sur quoi se pose son regard : son pouvoir n’est cependant pas encore pleinement maîtrisé, car il est lié à son contrôle émotionnel assez faible.
Aisha Necron (アイシャ・ネクロン, Aisha Nekuron)
Voix japonaise : Tomori Kusunoki et Yūko Natsuyoshi,, voix française : Leslie Lipkins et Alice Orsat
Avec une magie inventée par leur ancêtre, les sœurs Necron peuvent temporairement fusionner en une seule entité, plus puissante et réunissant leurs capacités mutuelles.
Cette forme possède le Mauvais Œil de la Destruction Créatrice, combinaison des deux précédents. Dans un premier temps fusionnées par Ivis, elles parviennent par la suite à le refaire par elles‐mêmes en montant en puissance.
Lay Glanzudlii (レイ・グランズドリィ, Rei Guranzudoryi) / Lay Yesta (レイ・イエスタ, Rei Iesuta) (nom de naissance) / la « Sainte‐Lame Démonique » (「錬魔の剣聖」, ‘Renma no kensei’) (surnom) / le « Dieu du Courage Layglanz » (「勇気神レイグランズ」, ‘Yūki‐shin Reiguranzu’) (alias divin)
Voix japonaise : Takuma Terashima (ja),, voix française : Grégory Laisné
Sang‐Pur courtois, élève de Blason Heptagramme arrivé tardivement dans la classe 1‐2, membre de la Génération du Chaos et nouvel ami d’Anos Voldigoad.
Contrairement à ses congénères Royalistes, il n’a pas de préjugés envers les Sangs‐Mêlés et se montre aussi accessible, que gentil et poli avec eux, ayant été lui‐même recueilli et élevé par une Sang‐Mêlée. Il devient rapidement meilleurs amis avec Anos.
Il n’est guère doué en magie mais est par contre un épéiste hors pair.
Misa Ilioroagu (ミサ・イリオローグ, Misa Iriorōgu)
Voix japonaise : Nene Hieda (ja),, voix française : Ophélie Bernard
Sang‐Mêlée semi‐spirituelle Unioniste, élève de Blason Quadrangle de la classe 1‐2 et sympathisante d’Anos.
Partisane du Front Uni opposé à l’Alliance Royale, elle fait partie de l’Union des Admiratrices d’Anos avec d’autres filles dans la même situation qu’elle, reconnaissant l’Inadéquat comme la réincarnation du Roi‐Démon. Sa mère serait morte après sa naissance et son père, dont elle ignore l’identité, membre de la lignée royale : il lui a léguée une moitié d’épée, l’autre étant supposément en sa possession.
Elle est naturellement portée sur la magie spirituelle.
Eleonore Bianca (エレオノール・ビアンカ, Ereonōru Bianka) / « Maman » (「ママ」, ‘Mama’) (par Zeshia Bianca)
Voix japonaise : Sayumi Watabe (ja)
Fille bien faite, maternelle et amicale, élève de troisième année de la classe Jerga‐Kanon à l’Académie du Héros Arclanisca rencontrée durant le voyage interacadémique. Après les événements de ce séjour, elle est transférée avec Zeshia dans la 1‐2 de Delzogaide pour un programme d’échange.
Vouée contre son gré à de noirs desseins depuis 2 000 ans, elle espérait être un jour éliminée par quelqu’un qui en soit capable : mais elle est plutôt sauvée de son sort par Anos à la demande de Zeshia, qui la perçoit comme sa véritable « mère » et la suit partout.
Spécialisée en magie de Source, elle possède par nature de grandes quantité et maîtrise magiques. La grosseur de sa poitrine, qui selon Anos était une particularité assez rare à l’Âge des Mythes dû aux conditions de vie, est une source comique régulière.
Zeshia Bianca (ゼシア・ビアンカ, Zeshia Bianka)
Voix japonaise : Misaki Kuno
Fillette bizarre au regard éteint et à la locution maladroite, autre élève de la classe Jerga‐Kanon, elle est transférée avec Eleonore Bianca après les événements interacadémiques à Arclanisca, dans la 1‐2 de Delzogaide pour un programme d’échange.
Zeshia s’avère être l’un des clones de Source créés par la Matrisource (Eleonore) : elle reste toutefois parmi ses congénères une bizarrerie avec sa conscience de soi plus développée ainsi que son élocution, et se prend véritablement pour la fille de leur créatrice. Aimant plus que tout sa « mère », elle supplie Anos de la sauver au lieu de la détruire durant l’Épreuve Interacadémique au lac Gairadite : après leur libération à la forêt de Tola, elle la suit partout en lui obéissant.
Fille de dix ans à la longue chevelure violette attachée et formée par nature au combat, elle possède Enhale.
La Déesse de la Sélection Arcana (選定の神アルカナ, Sentei no kami Arukana) / « Cana » (「カナっち」, ‘Kanacchi’) (diminutif) / la « Première Agent » (「最初の代行者」, ‘Saisho no daikousha’) ; la « Transcendante » (「超越者」, ‘Chouetsusha’) ; la « Déesse Contraire » (「背理神」, ‘Hairi‐shin’) (surnoms)
Voix japonaise : Nao Tōyama,
Déesse amnésique présentée comme la petite sœur d’Anos à l’Âge des Mythes.
Apparue après sa réincarnation en rêve, dans lequel ils furent séparés durant une poursuite par un Dragon, ils ne se souviennent toutefois pas l’un de l’autre à leurs retrouvailles. Dieu Sélecteur de l’Élu Ahid Alobo Agatse au nouveau Jugement Sélectif, elle prétend être également l’Agent de la Déesse Créatrice Militia — elle‐même Dieu Sélecteur d’Anos.
Fille à la soyeuse chevelure blanche et aux yeux dorés, elle possède l’Épée de Neige Divine Locoronotto (神雪剣ロコロノト, Jinsetsuken Rokoronoto), gelant jusqu’à la magie au contact.
L’Ordre Magique Ennesuone (魔法秩序エンネスオーネ, Mahou chitsujo En’nesuōne) / « Enne » (「エンネ」) (diminutif)
Mystérieuse jeune fille aux airs angéliques rencontrée par le groupe d’Anos au‐delà de la Porte du Monde des Dieux.
Prise sous l’aile de la Déesse Nataliste Wenzel, son existence est cependant menacée par les autres Dieux.
Fille énergique, joyeuse et espiègle, elle demeure néanmoins foncièrement gentille et se soucie beaucoup de ses proches.

### Secondaires

#### Académie du Roi‐Démon Delzogaide

##### Enseignants de Delzogaide
Emilia Ludowell (エミリア・ルードウェル, Emiria Rūdoweru)
Voix japonaise : Ami Koshimizu
Professeur Royaliste de l’Académie du Roi‐Démon Delzogaide titulaire de la 1‐2, classe d’Anos Voldigoad et de ses proches à leur entrée.
Désirant venger la défaite cuisante de Kurt contre ce dernier au Tournoi d’Épée Démonique de Dilhaide, elle tue presque ses étudiantes de l’Union des Admiratrices d’Anos en attentant à la vie de la mère de leur idole, qui malgré une blessure protégeait l’arme forgée par son époux nécessaire à la participation de leur fils : l’Inadéquat punit ironiquement l’institutrice qu’il tue dans la honte, puis réincarne avec une nouvelle apparence de Sang‐Mêlée (mais ses souvenirs antérieurs et l’impossibilité de se réincarner en Sang‐Pur), la laissant à son sort pour lui faire prendre conscience dans sa chair de ses idées.
Sang‐Pure de famille prestigieuse, son père étant le Seigneur Démon de Midhaze et son frère aîné, champion du précédent tournoi, elle partage fanatiquement les idées discriminantes contre les Sang‐Mêlés : elle n’hésite pas à encourager auprès de ses élèves Royalistes — ou commettre elle‐même — des actes malfaisants et immoraux pour les empêcher de tourner les Sang‐Purs en ridicule.
Menou Historia (メノウ・ヒーストリア, Menou Hīsutoria)
Voix japonaise : Ai Kakuma (ja)
Professeur de l’Académie du Roi‐Démon Delzogaide titulaire de la 3‐1, et celle intérimaire de la 1‐2 à la suite de la « disparition » du Pr Ludowell.
Durant ce remplacement, elle représente son école en voyageant avec ses élèves à l’Académie d’Arclanisca pour un programme d’échange. Elle est également victime d’un enlèvement par une élève de sa propre Académie.
Sang‐Pure comme sa collègue, elle est toutefois une enseignante sérieuse qui ne semble pas partager ses idées radicales et reconnaît les mérites auprès de ses élèves. Elle témoigne à plusieurs occasions de sa probité ainsi que d’une bonne force mentale.
Nihid (ニヒド, Nihido)
Voix japonaise : Kengo Kawanishi
Professeur de l’Académie du Roi‐Démon Delzogaide.
Il combat du côté des alliés d’Anos durant la reprise de Midhaze contre Avos Dilhevia, aidant à défendre les Sang‐Mêlés aux côtés d’Alamith Eltimo.
Glaze (グレイズ, Gureizu)
Professeur de l’Académie du Roi‐Démon Delzogaide.
Durant la purge encouragée par Avos Dilhevia et l’exécution prévue des élèves Sang‐Mêlés, il est l’un des deux enseignants sollicités par Melheis pour vérifier que des subordonnés d’Anos ne se cacheraient pas parmi les captifs retardataires.
Il n’apparaît pas dans l’adaptation animée.

##### Union des Admiratrices d’Anos/Chœur du Roi‐Démon
Ellen Mihace (エレン・ミハイス, Eren Mihaisu)
Voix japonaise : Kaori Ishihara
Fille à longs cheveux violets et mèche rebelle sur la tête.
Sa croix est portée en médaille sur son col, et en motif sur ses chaussettes noires.
Jessica Arnett (ジェシカ・アーネート, Jeshika Ānēto)
Voix japonaise : Maruka Asahina (ja)
Grande fille à lunettes.
Sa croix est portée en pince à cravate.
Maia Zemt (マイア・ゼムト, Maia Zemuto)
Voix japonaise : Yūko Ōno (ja)
Fille à double tresse noire.
Sa croix est portée en ornement capillaire au centre de la frange.
Nono Inota (ノノ・イノータ, Nono Inōta)
Voix japonaise : Haruka Shiraishi (ja)
Fille aux cheveux gris verdâtre.
Sa croix est portée en ornement capillaire à l’arrière de la tête.
Xia Minsheng (シア・ミンシェン, Shia Minshen)
Voix japonaise : Yume Miyamoto (ja)
Fille à cheveux brun foncé coupés avec mèche rebelle sur la tête.
Sa croix est portée en collier.
Himca Haula (ヒムカ・ホウラ, Himuka Houra)
Voix japonaise : Sayumi Suzushiro
Grande fille aux cheveux courts et très foncés.
Sa croix est portée en boucle d’oreille à gauche.
Catha Crunoah (カーサ・クルノア, Kāsa Kurunoa)
Voix japonaise : Tomomi Mineuchi (ja) (saison 1) / Mayuko Kazama (ja) (saison 2)
Fille aux cheveux longs attachés en queue‐de‐cheval.
Sa croix est portée en cache‐œil à gauche.
Shelia Nijem (シェリア・ニジェム, Sheria Nijemu)
Voix japonaise : Yuka Amemiya (ja)
Fille potelée aux cheveux noués en deux à l’arrière.
Sa croix est portée en barrette à gauche.

##### Élèves de Delzogaide
Revest Aynie (リーベスト・エイニー, Rībesuto Einī)
Voix japonaise : Wataru Komada (ja)
Sang-Pur Royaliste modéré, élève de Blason Pentagone de la classe 3‐1 du Pr Historia.
Menant sa classe durant le voyage à Arclanisca pour défendre l’honneur de son professeur et de leur école, et assumant son antipathie envers Anos, il est toutefois contraint de ravaler sa fierté après être tombé dans les pièges des Humains de Jerga‐Kanon déjoués par l’Inadéquat, et passe le relais à son groupe après une première Épreuve Interacadémique truquée et perdue d’avance. Après leur retour, il est attaqué avec ses amis et blessé par la ravisseuse du Pr Historia. Grâce à sa personnalité solide, il fait avec elle partie des personnes hermétiques à l’emprise d’Avos Dilhevia durant la prise de Midhaze.
Au‐delà de sa fierté parfois excessive, il est bienveillant, pacifiste, a un fort esprit de corps et est très attaché à leur enseignante : à ses débuts sous‐performant par réticence de se former au combat, et détestant le Cruel Roi‐Démon dont il cernait mal les intentions, il changea de perspective en discutant avec elle et devint l’un de ses élèves les plus fiables et volontaires, à mesure de son admiration naissant pour leur fondateur.
Alamith Eltimo (アラミス・エルティモ, Aramisu Erutimo)
Voix japonaise : Atsushi Tamaru (ja)
Sang-Mêlé, élève de troisième année de Blason Triangle et condisciple de Nate Amelka.
Durant la prise de Midhaze par Avos Dilhevia, il est capturé avec d’autres congénères par ses vassaux magiquement désinhibés qui préparent leur purge : se substituant à Nate pour lui sauver la vie, il était sur le point d’être exécuté à sa place avant l’intervention coordonnée des alliés d’Anos, à laquelle il participe pour défendre les siens avec le renfort du Pr Nihid.
Résolu et inébranlable face à une mort imminente, il affirme sa loyauté à Anos Voldigoad.
Nate Amelka (ネイト・アーメルカ, Neito Āmeruka) (roman en ligne) / Neon Amelka (ネオン・アーメルカ, Neon Āmeruka) (autres supports)
Voix japonaise : Yūki Kuwahara (ja)
Sang-Mêlée, élève de troisième année de Blason Triangle et condisciple d’Alamith Eltimo.
Durant la prise de Midhaze par Avos Dilhevia, elle est capturée avec d’autres congénères par ses vassaux magiquement désinhibés qui préparent leur purge : alors choisie pour être exécutée la première, Alamith se substitue à elle pour lui sauver la vie avant l’intervention coordonnée des alliés d’Anos, à laquelle elle participe.
Ramon Aiber (ラモン・アイバー, Ramon Aibā)
Voix japonaise : Shōta Hayama (ja)
Sang-Pur Royaliste, élève de la classe 1‐2 et membre de la Résistance.
Durant la prise de Midhaze par Avos Dilhevia, qui encourage par désinhibition magique les lynchages de Sang‐Mêlés, il en prend fait et cause avec un groupe : poursuivant dans les rues une Hybride errante (la nouvelle apparence d’Emilia) pour la battre à mort, ils sont toutefois interrompus par Izabella. Voulant s’en prendre à elle pour se venger d’Anos, Gusta intervient pour protéger sa femme et la jeune fille mais est malmené jusqu’à l’arrivée de leur fils, qui le punit à juste mesure avec ses complices.
S’il passe pour un Royaliste fanatique parmi les plus violents, il est surtout un naïf dissimulant derrière ses actes odieux un complexe d’infériorité.
Naya (ナーヤ, Nāya) / « Naya la Recluse » (「居残りのナーヤ」, ‘Inokori no Nāya’) (surnom)
Voix japonaise : Saho Shirasu (ja)
Élève de la classe 1‐2.
Reconnue comme la plus mauvaise de leur classe en maîtrise magique, inférieure à la moyenne, elle manque de confiance en soi : elle persiste cependant pour s’améliorer, au point de devenir l’élève la plus puissante de l’Académie — en dehors du groupe d’Anos — grâce à la particularité unique de sa Source à emmagasiner une quantité de magie supérieure à la normale.
Amicale et compatissante, elle admire le style de vie d’Anos et du Pr Dittijohn.

#### Familles des personnages

##### Famille d’Anos Voldigoad
À sa réincarnation durant l’Ère Magique, Anos est le fils unique des époux Raizeo, modeste couple d’Humains artisans et parents aimants prenant son nom démonique en emménageant à Dilhaide. Ils tiennent à deux leur commerce familial de forge et expertise en armes magiques.
Izabella Voldigoad (イザベラ・ヴォルディゴード, Izabera Vorudigōdo) (nom démonique) / Izabella Raizeo (イザベラ・ライゼオ, Izabera Raizeo) (nom humain)
Voix japonaise : Aki Toyosaki, voix française : Fouzia Youssef‐Holland
Mère humaine d’Anos à sa réincarnation, elle est évaluatrice et tient avec Gusta le Vent du Soleil, leur atelier de forge et d’expertise.
Femme charmante et mère anxieuse aussi dingue de son fils que son époux, elle commet aisément des bourdes et comprend de travers les relations d’Anos avec les autres. Bonne cuisinière, elle lui prépare souvent son plat préféré.
Gusta Voldigoad (グスタ・ヴォルディゴード, Gusuta Vorudigōdo) (nom démonique) / Gusta Raizeo (グスタ・ライゼオ, Gusuta Raizeo) (nom humain)
Voix japonaise : Shinobu Matsumoto (ja), voix française : Bruno Méyère
Père humain d’Anos à sa réincarnation, il est forgeron de métier et tient avec Izabella le Vent du Soleil, leur atelier de forge et d’expertise.
Gentil homme et bon père aussi dingue de son fils que son épouse, il peut être gaffeur et se donne souvent en spectacle.

##### Famille de Lay Glanzudlii
Originaire d’une lignée de Sang‐Purs, Lay fut toutefois délaissé à ses cinq ans par ses véritables parents pour son absence de talent magique, mais recueilli et nourri par une Sang‐Mêlée qui — menacée par ces derniers pour s’être souciée de lui — déménagea dans une autre ville en l’emportant avec elle, pour en prendre soin et l’élever comme son propre enfant.
Sheila Glanzudlii (シーラ・グランズドリィ, Shīra Guranzudoryi)
Voix japonaise : Ayako Kawasumi
Mère adoptive de Lay, elle est une Sang‐Mêlée mi‐Esprit mi‐Démon.
Atteinte du Mal des Esprits, elle est hospitalisée à Lognorth pour recevoir les soins les mieux adaptés : l’Alliance Royale l’utilise néanmoins durant le Tournoi d’Épée Démonique de Dilhaide comme levier de chantage pour contraindre son fils (qui y affronte de nouveau son ami) à agir contre sa volonté.
Cet hôpital magique étant le meilleur du royaume, Lay l’y a installée dans le mince espoir de trouver une solution à sa maladie.

##### Famille de Misha Necron
Traitée comme une étrangère au profit de sa sœur par leur famille de Sang-Purs, Misha Necron fut véritablement élevée par un tuteur chargé de s’en occuper.
Le tuteur de Misha (義父, gifu)
Voix japonaise : Shō Okumura (ja),
Humain qui s’est occupé de Misha comme si elle était sa propre fille.
Le jour des tests de sélection de sa pupille et de sa rencontre avec Anos il l’a, à l’instar des parents de ce dernier, accompagnée devant l’Académie et l’encourage de loin avec enthousiasme.
Homme ordinaire à moustache en guidon et présent pour Misha, qui le considère comme son père adoptif et est très proche de lui. Elle conserve (dans l’adaptation animée) une lettre de sa part gardée scellée comme porte‐bonheur.

#### LesSept Empereurs‐Démons
Ivis Necron (アイヴィス・ネクロン, Aivisu Nekuron)
Voix japonaise : Ryōtarō Okiayu (ja),
L’un des Sept Empereurs‐Démons, ancêtre de Misha et Sasha, doyen — et professeur de magie occasionnel — à l’Académie de Delzogaide.
Ne le reconnaissant pas à leurs retrouvailles, Anos Voldigoad constate qu’un usurpateur a altéré sa mémoire ainsi que les connaissances historiques. Durant l’Épreuve du Donjon dans le Labyrinthe de Delzogaide, il attaque par surprise l’Inadéquat qui — voulant sauver Misha — interfère dans le passé avec son expérience visant à créer un hôte plus puissant pour la réincarnation de son maître. Il est utilisé par le Gardien du Temps Eugo La Raviaz qui, souhaitant aussi éliminer Anos, fusionne ses pouvoirs avec lui. Ressuscité après destruction de sa Source avec Venuzdonor, il recouvre la raison.
Sorcier mort‐vivant de haut rang aux yeux incandescents. Dépourvu de cordes vocales, sa parole s’articule depuis un pendentif magique en forme de bouche.
Melheis Boran (メルヘイス・ボラン, Meruheisu Boran)
Voix japonaise : Hōchū Ōtsuka,
L’un des Sept Empereurs‐Démons, doyen — et professeur occasionnel — à l’Académie de Delzogaide.
Misa rapporte à Anos qu’il serait un soutien du Front Uni et utiliserait discrètement sa position pour protéger l’Union des Admiratrices d’Anos. S’il assume avoir la mémoire altérée comme Ivis, il semble toutefois par sa propre Source reconnaître Anos au premier regard en le retrouvant durant un passage à la Tour de l’Union. Il se révèle pourtant bien sous emprise derrière la machination orchestrée durant le Tournoi d’Épée Démonique de Dilhaide, où il utilise la mère mourante de Lay pour le retourner contre Anos : mais il se fait avoir à son propre jeu puis, après une série de ruses déjouées les unes après les autres, est défait par l’Inadéquat avec Venuzdonor et recouvre la raison.
Vieux sage à longs cheveux, vêtu d’un manteau à col haut et se déplaçant avec une canne. Il semble être des sept le plus proche d’un directeur à Delzogaide.
Gaios Anzem (ガイオス・アンゼム, Gaiosu Anzemu)
Voix japonaise : Tetsu Inada,
L’un des Sept Empereurs‐Démons, doyen — et maître d’armes occasionnel — à l’Académie de Delzogaide.
Le jour de l’arrivée de Lay dans la classe 1‐2, il fait passer avec Ydol un test de sélection pour le prochain Tournoi d’Épée Démonique de Dilhaide et se dévoue à entraîner les participants. À la finale de la compétition entre Anos et Lay, ils se révèlent comme les complices sous emprise de la machination de Melheis, mais sont rapidement vaincus et libérés de leur manipulation.
Armoire à glace musculeuse armée d’une épée surdimensionnée. Sa conception animée est moins embellie que sa version illustrée.
Ydol Anzeo (イドル・アンゼオ, Idoru Anzeo)
Voix japonaise : Kōsuke Toriumi,
L’un des Sept Empereurs‐Démons, doyen — et maître d’armes occasionnel — à l’Académie de Delzogaide.
Le jour de l’arrivée de Lay dans la classe 1‐2, il fait passer avec Gaios un test de sélection pour le prochain Tournoi d’Épée Démonique de Dilhaide et se dévoue à entraîner les participants. À la finale de la compétition entre Anos et Lay, ils se révèlent comme les complices sous emprise de la machination de Melheis, mais sont rapidement vaincus et libérés de leur manipulation.
Épéiste plus petit et renfrogné que les autres. Sa conception animée plus vieillie, ainsi que moins humaine et embellie que sa version illustrée, rappelle quelque peu celle de Zoro.
Medoin Garsa (メドイン・ガーサ, Medoin Gāsa)
Voix japonaise : Junichi Suwabe,
L’un des Sept Empereurs‐Démons, doyen — et professeur occasionnel — à l’Académie de Delzogaide.
Sous emprise, il participe avec Avos Dilhevia, Zoro et Eldora au vol d’Evansmana durant l’Épreuve Interacadémique à Arclanisca. Il est néanmoins arrêté à la colline d’Eiyan avec ses deux complices par leurs autres homologues puis libéré de sa manipulation.
Colosse cornu peu expressif et aux attributs caprins bestiaux.
Zoro Angert (ゾロ・アンガート, Zoro Angāto)
Voix japonaise : Shinichiro Miki,
L’un des Sept Empereurs‐Démons, doyen — et professeur occasionnel — à l’Académie de Delzogaide.
Sous emprise, il participe avec Avos Dilhevia, Medoin et Eldora au vol d’Evansmana durant l’Épreuve Interacadémique à Arclanisca. Il est néanmoins arrêté à la colline d’Eiyan avec ses deux complices par leurs autres homologues puis libéré de sa manipulation.
Noble aux allures vaguement vampiriques. Sa lignée directe est à l’Ère Magique, la famille fondatrice et dirigeante de la Résistance.
Eldora Zaia (エルドラ・ザイア, Erudora Zaia)
Voix japonaise : Hikaru Midorikawa,
L’un des Sept Empereurs‐Démons, doyen — et professeur occasionnel — à l’Académie de Delzogaide.
Sous emprise, il participe avec Avos Dilhevia, Medoin et Zoro au vol d’Evansmana durant l’Épreuve Interacadémique à Arclanisca. Il est néanmoins arrêté à la colline d’Eiyan avec ses deux complices par leurs autres homologues puis libéré de sa manipulation.
Androgyne au visage diaphane pourvu d’un troisième œil.

#### LesQuatre Rois Malins
Le Roi des Flammes de la Mort Erdomaid Dittijohn (熾死王エールドメード・ディティジョン, Shishi‐ou Ērudomēdo Ditijon) / « M. le Roi des Flammes de la Mort » (「熾死王先生」, ‘Shishi‐ou-sensei’) (surnom)
Voix japonaise : Rikiya Koyama,
L’un des Quatre Rois Malins, devenant — après la « disparition » du Pr Ludowell et un remplacement temporaire par le Pr Historia — le nouveau professeur titulaire de la classe 1‐2.
Il assume être l’hôte consentant du Dieu‐Père Céleste Nousgallia, qui fut mortellement blessé à Ahalthern par Anos peu avant la fin de la Grande Guerre : au moment de l’érection de la Barrière des Quatre Mondes, ils étaient tous deux dans la Forêt des Esprits. À l’Ère Magique, ses homologues et lui envoient leur subalterne respectif exécuter simultanément un piège coordonné contre Anos et son cercle rapproché. Il accompagne ensuite (pour être surveillé) l’Inadéquat, qui se rend avec son cercle étendu — et Lina, rencontrée en chemin — vers Ahalthern.
Élegant pître méphistophélique et retors, il possède les Sabliers des Flammes de la Mort (熾死の砂時計, Shishi no sunadokei). Il a développé pour Anos une admiration que même ses homologues trouvent malaisante, désirant contribuer — selon une logique tordue — à la grandeur du Cruel Roi‐Démon par des actes ambivalents, comme œuvrer (quitte à payer de sa personne) à lui trouver continuellement des ennemis à sa mesure pour qu’il réaffirme sa puissance.
Le Roi des Ombres Aeges Code (冥王イージェス・コード, Mei‐ou Ījesu Kōdo) / l’« Investigateur » (「求道者」, ‘Kyūdousha’) ; « Jeff » (「一番」, ‘Jefu’) (surnoms)
Voix japonaise : Hiroki Yasumoto,
L’un des Quatre Rois Malins.
Ses homologues et lui envoient leur subalterne respectif exécuter simultanément un piège coordonné contre Anos et son cercle rapproché. Son quatuor apparaît ensuite au cercle étendu de l’Inadéquat (et Lina) dès leur arrivée dans la classe d’Enyunien à Ahalthern. Il fait partie des Huit Élus avec son Dieu Sélecteur, le Dieu Sépulcral Marin Afrasiata.
Guerrier borgne sérieux et laconique en armure, il possède la Lance Démonique Sanguine, Dihiddatem (紅血魔槍ディヒッドアテム, Kouketsumasou Dihiddoatemu). Il est juste avec ses alliés et loyal envers ses subordonnés.
Le Roi des Malédictions Kaihilam Jiste (詛王カイヒラム・ジステ, Noroi‐ou Kaihiramu Jisute)
Voix japonaise : Shizuka Itō, (Jiste)
L’un des Quatre Rois Malins.
Ses homologues et lui envoient leur subalterne respectif exécuter simultanément un piège coordonné contre Anos et son cercle rapproché. Son quatuor apparaît ensuite au cercle étendu de l’Inadéquat (et Lina) dès leur arrivée dans la classe d’Enyunien à Ahalthern.
Androgyne lunaire et ténébreux peu abordable, il possède l’Arc Démonique Neteroauvus (魔弓ネテロアウヴス, Mayumi Neteroauvusu). Démon bifrons, il se partage dans un même corps deux Sources amoureuses l’une de l’autre.
Kaihilam (カイヒラム, Kaihiramu)
La moitié masculine de Kaihilam Jiste, compagnon de Jiste.
Sa Source enlevée par Gennul avant le retour d’Anos, il est utilisé comme otage par le Roi des Esprits pour contraindre sa moitié à lui obéir.
Jiste (ジステ, Jisute)
Voix japonaise : Shizuka Itō,
La moitié féminine de Kaihilam Jiste, compagne de Kaihilam.
Ayant gardée les commandes avant le retour d’Anos, elle est contrainte d’obéir au Roi des Esprits qui a pris sa moitié en otage.
Le Roi de la Stèle Écarlate Grysilis Derro (緋碑王ギリシリス・デッロ, Hihi‐ou Girishirisu Derro) / le « Chercheur » (「探求者」, ‘Tankyūsha’) (surnom)
Voix japonaise : Hiroyuki Yoshino (ja),
L’un des Quatre Rois Malins.
Ses homologues et lui envoient leur subalterne respectif exécuter simultanément un piège coordonné contre Anos et son cercle rapproché. Son quatuor apparaît ensuite au cercle étendu de l’Inadéquat (et Lina) dès leur arrivée dans la classe d’Enyunien à Ahalthern. Il fait partie des Huit Élus avec son Dieu Sélecteur, le Dieu‐Œil‐Démonique Janeldfock.
Mage en robe aux proportions monstrueusement abstraites. Son seul intérêt dans l’existence sont ses recherches sur la magie.

### Autres
Le Héros Kanon (勇者カノン, Yūsha Kanon) / le « Héros de Légende » (「伝説の勇者」, ‘Densetsu no yūsha’) (surnom)
Voix japonaise : Ryōta Ōsaka (ja),, voix française : Simon Herlin
Homologue d’exception d’Anos Voldigoad parmi les Humains, dont il était la figure héroïque durant la Grande Guerre.
Principal adversaire et opposant d’époque du Cruel Roi‐Démon, comme seul Humain à le dépasser virtuellement en puissance magique et à survivre à son pouvoir, il était le détenteur unique de sept Sources simultanées dont une seule suffisait à régénérer les six autres.
Il partageait visiblement le désir d’Anos de faire cesser la guerre entre leurs espèces. À la conclusion de leur accord commun avec le Grand Esprit Leno et la Déesse Créatrice Militia pour mettre fin aux hostilités, le Roi‐Démon et lui se promirent de se revoir en d’autres circonstances dans leur réincarnation future, dans l’idée de devenir amis.
Ennemi droit et vertueux prêt à se sacrifier pour une vie innocente, il suscitait un profond respect à Anos. Il possédait une arme légendaire adaptée pour combattre le Roi‐Démon, Evansmana.
Le Grand Esprit Leno (大精霊レノ, Daiseirei Reno) / la « Mère des Esprits » (「あらゆる精霊の母」, ‘Ara yuru seirei no haha’) (surnom)
Voix japonaise : Kana Asumi,
Homologue d’Anos Voldigoad parmi les Esprits, dont elle était la dirigeante à l’Âge des Mythes.
Elle attira l’attention des Dieux et était attaquée par le Dieu‐Père Céleste Nousgallia quand elle fut sauvée par le Roi‐Démon, puis invitée en qualité de représentante des siens à son château pour faire cesser la Grande Guerre. Elle était, selon sa propre légende, « la mère créatrice des autres Esprits ».
Reconnue par Anos comme l’un des plus puissants acteurs de l’époque, elle choisit pour sa part de lui faire confiance à fin d’établir la paix. À la suite de son agression, elle fut escortée pour sa sécurité durant son voyage aller et retour vers Delzogaide par le Bras droit du Roi‐Démon Shin Reglia.
La Déesse Créatrice Militia (創造神ミリティア, Souzou‐shin Miritia)
Voix japonaise : Aoi Yūki,
Homologue d’exception d’Anos Voldigoad parmi les Dieux, créatrice éponyme du monde de Militia.
Au contraire de la plupart de ses semblables, qui donnent priorité à l’Ordre en bafouant à ce titre le libre‐arbitre, elle fut peut‐être la seule à ne pas combattre durant la Grande Guerre mais rechercher une issue pacifique : elle accepta donc de contribuer avec le Héros Kanon et le Grand Esprit Leno à l’érection de la Barrière des Quatre Mondes par Anos. Elle lui laissa aussi à cette époque un message magique pour sa réincarnation venue du futur.
Selon le Cruel Roi‐Démon celle qui aimait le plus leur monde, se préoccupant comme lui de ses souffrances, elle était une divinité insolite pourvue d’un cœur ainsi que d’émotions. Sa conception animée diffère de sa version illustrée.
La Déesse Destructrice Aberniyu (破壊神アベルニユー, Hakai‐shin Aberuniyū)
Divinité sœur complémentaire de Militia, Déesse de la Destruction de leur monde.
Descendue des Cieux durant la Grande Guerre, elle fut vaincue par le Cruel Roi‐Démon Anos Voldigoad : si des congénères ont tenté de compenser sa perte, l’Ordre ne put jamais être complètement rétabli.
Déesse maintenant alors l’Ordre de la Destruction, tout ce qui lui apparaissait était destiné à périr : Anos fut le seul à pouvoir exister devant elle.
Shin Reglia (シン・レグリア, Shin Reguria) / le « Bras droit du Roi‐Démon » (「魔王の右腕」, ‘Maou no migiude’) ; « M. Vieille Lame » (「剣のオジサン」, ‘Ken no ojisan’) (surnoms) / la « Lame Maudite Tueuse de Dieux » (「神殺しの凶剣」, ‘Kami‐goroshi no kyouken’) (ancien nom)
Voix japonaise : Wataru Hatano,
Plus puissant épéiste d’Anos Voldigoad, dont il était le fidèle bras droit durant la Grande Guerre.
Alors combattant invaincu et solitaire sans aucun objectif à ses débuts, il fut pour la première fois battu en duel puis recruté par Anos : en mettant ses aptitudes au service de sa propre ascension, le Cruel Roi‐Démon lui offrit un but existentiel. Laconique et loyal mais aussi formel qu’inflexible, il passait pour un être vide et insensible.
Désirant continuer à servir son roi, il émit le vœu de le suivre dans sa réincarnation. Après l’avoir secondé contre Nousgallia à Ahalthern, il respecta son dernier ordre en escortant le Grand Esprit Leno pour la protéger durant son voyage aller et retour pour Delzogaide.
Avos Dilhevia (アヴォス・ディルヘヴィア, Avosu Diruhevia) / le « Faux Roi‐Démon »/« Roi‐Démon Factice » (「（偽［物］ / 架空）の魔王」, ‘[Nise(mono)/Kakū] no maou’) (surnoms)
Voix japonaise : Kishō Taniyama,
Mystérieux usurpateur se faisant passer pour l’authentique Roi‐Démon de Dilhaide.
Il est parvenu, pour une raison trouble et par des moyens tout aussi obscurs, à altérer la mémoire des Sept Empereurs‐Démons et modifier les connaissances historiques sur l’Âge des Mythes pour y substituer son propre nom à celui d’Anos Voldigoad.
Son apparence est dissimulée sous une tenue — ou armure — sombre, ainsi qu’un heaume magique recouvrant entièrement sa tête.
Jerga (ジェルガ, Jeruga) / le « Roi des Humains » (「人の王」, ‘Hito no ou’) (surnom)
Voix japonaise : Akio Ōtsuka,
Roi sexagénaire de Gairadite et ancien Héros commandant en chef de l’Armée de Répression du Roi‐Démon, en tant que dirigeant des Humains durant la Grande Guerre.
Maître de Kanon et ennemi mortel d’Anos Voldigoad, ses partisans et lui fondirent l’Académie du Héros Arclanisca après sa disparition.
Ayant perdu sa femme et leur enfant pendant la Grande Guerre, il ne put éteindre sa haine absolue des Démons malgré le sacrifice du Cruel Roi‐Démon lui‐même pour instaurer la paix.
Le « Roi des Esprits » (「精霊王」, ‘Seirei‐ou’)
Voix japonaise : Wataru Hatano,
Protecteur d’Ahalthern et « Roi de tous les Esprits » à l’Ère Magique.
Visiblement apprécié de ses sujets, il veille sur eux depuis son château uniquement accessible par qui réussissait à atteindre la Forêt des Esprits, passer le Grand Arbre Enyunien et en trouver le chemin.
Son apparence véritable est dissimulée à l’instar d’Avos Dilhevia.
L’Inadéquat Graham (不適合者グラハム, Futekigousha Gurahamu) ; « Celis Voldigoad » (「セリス・ヴォルディゴード」, ‘Serisu Vorudigōdo’) ; « Boldinos » (「ボルディノス」, ‘Borudinosu’) (pseudonymes) / le « Fol » (「愚者」, ‘Gusha’) (surnom)
Voix japonaise : Toshiyuki Morikawa,
Puissant et mystérieux individu à la tête des Chevaliers Fantômes de Gadeisiola se présentant comme le père d’Anos. Selon l’intéressé originellement humain issu d’une longue lignée de sages, sa première identité qu’il a lui‐même oubliée est inconnue.
Il fait partie des Huit Élus avec son Dieu Sélecteur, le Dieu Fou Aganzon, et possède Befenguzdogma.

## Production et supports

### Roman illustré

Logo original de la série.

Écrite par Shū, Maō gakuin no futekigōsha (魔王学院の不適合者〜史上最強の魔王の始祖、転生して子孫たちの学校へ通う～) est initialement publiée en ligne sur le site au contenu généré par les utilisateurs Shōsetsuka ni narō le 2 avril 2017, et dont la publication est toujours en cours. Kadokawa a acquis les droits d'édition de la série pour une publication physique et l'a adaptée en roman illustré avec des illustrations de Yoshinori Shizuma dans sa collection Dengeki Bunko depuis mars 2018 ; à ce jour, dix-sept volumes ont été publiés.

#### Liste des volumes
| no  | Japonais         | Japonais          |
| no  | Date de sortie   | ISBN              |
| --- | ---------------- | ----------------- |
| 1   | 10 mars 2018     | 978-4-04-893681-1 |
| 2   | 10 juillet 2018  | 978-4-04-893920-1 |
| 3   | 10 novembre 2018 | 978-4-04-912096-7 |
| 4A  | 9 mars 2019      | 978-4-04-912327-2 |
| 4B  | 10 mai 2019      | 978-4-04-912453-8 |
| 5   | 10 octobre 2019  | 978-4-04-912664-8 |
| 6   | 10 mars 2020     | 978-4-04-913074-4 |
| 7   | 10 juillet 2020  | 978-4-04-913273-1 |
| 8   | 10 octobre 2020  | 978-4-04-913448-3 |
| 9   | 9 avril 2021     | 978-4-04-913734-7 |
| 10A | 6 août 2021      | 978-4-04-913938-9 |
| 10B | 8 octobre 2021   | 978-4-04-913939-6 |
| 11  | 10 mars 2022     | 978-4-04-914145-0 |
| 12A | 10 août 2022     | 978-4-04-914532-8 |
| 12B | 7 octobre 2022   | 978-4-04-914533-5 |
| 13A | 10 février 2023  | 978-4-04-914870-1 |
| 13B | 10 mai 2023      | 978-4-04-914874-9 |
| 14A | 8 septembre 2023 | 978-4-04-915122-0 |
| 14B | 10 janvier 2024  | 978-4-04-915123-7 |
| 15  | 7 juin 2024      | 978-4-04-915697-3 |
| 16  | 8 novembre 2024  | 978-4-04-916083-3 |
| 17  | 8 août 2025      | 978-4-04-916084-0 |

### Bande dessinée
Une adaptation en bande dessinée par Haruka Kaya est lancée sur le webzine Manga Up! depuis le 5 juillet 2018. Les chapitres sont rassemblés et édités dans le format tankōbon par Square Enix avec le premier volume publié en mars 2018 : Kaya étant toutefois souffrante depuis un certain temps, décède le 6 juillet 2021 des suites d’un cancer du pancréas, ce qui laisse le futur de sa sérialisation incertain ; à ce jour, elle est composée de quatre volumes.
Lors de l'Anime Expo 2019 en juillet 2019, Square Enix a annoncé la version anglaise de la série sous le titre The Misfit of Demon King Academy et l'a publié sous sa nouvelle marque de publication  Square Enix Manga & Books en mars 2020,.

#### Liste des volumes
| no | Japonais         | Japonais          |
| no | Date de sortie   | ISBN              |
| -- | ---------------- | ----------------- |
| 1  | 10 novembre 2018 | 978-4-7575-5906-6 |
| 2  | 10 mai 2019      | 978-4-7575-6112-0 |
| 3  | 10 octobre 2019  | 978-4-7575-6333-9 |
| 4  | 5 mars 2021      | 978-4-7575-7133-4 |

### Adaptation animée
Une adaptation en série télévisée d'animation a été annoncée au « Dengeki Bunko Aki no Namahōsō Festival » le 6 octobre 2019,. Celle-ci est réalisée par Masafumi Tamura au studio SILVER LINK., accompagné de Shin Ōnuma comme réalisateur en chef, avec les scripts écrits par Jin Tanaka, les character designs de Kazuyuki Yamayoshi et d'une bande originale composée par Keiji Inai,. Initialement prévue pour avril 2020, la diffusion de la série au Japon a dû être retardée pour juillet 2020 en raison de complications de production résultant de la pandémie de Covid-19 au Japon,. Elle est diffusée pour la première fois entre le 4 juillet et le 26 septembre 2020 sur Tokyo MX, GYT, GTV, BS11, AT-X, et un peu plus tard sur TVA et ytv,. Treize épisodes composent la série, répartis dans six coffrets Blu-ray/DVD.
Lors de l'événement Kadokawa Light Novel Expo 2020, la maison d'édition Kadokawa révèle qu'une seconde saison est en cours de production par SILVER LINK. ; elle sera diffusée en deux cours séparés.
Wakanim détient les droits de diffusion en simulcast de la série dans les pays francophones ; mais également en Allemagne, en Autriche, dans les pays nordiques et dans les pays russophones,,. En Amérique du Nord, Aniplex of America diffuse la série sur Crunchyroll. Aniplex Shanghai distribue la série en Chine sur la plateforme Youku. En Corée du Sud, la série est diffusée par Aniplus (ko) tandis que sa filiale singapourienne Aniplus Asia (en) diffuse sur sa chaîne de télévision dans toute l'Asie du Sud-Est.
Le 6 mars 2021, une seconde saison est annoncée, reprenant la même équipe que pour la première,. Yūichirō Umehara remplace toutefois Tatsuhisa Suzuki (ja) pour le doublage d’Anos Voldigoad sur la deuxième saison. Le premier cours de la saison est diffusé à partir du 8 janvier 2023, mais est interrompu sine die après le 6e épisode en raison des effets de l'épidémie de Covid-19 sur le calendrier de production

#### Répartition desarcs
Résumé schématique de l’adaptation animée organisé avec les arcs narratifs de l’œuvre originale :
| #          | #          | Début          | Fin               | Épisodes   | Arcs | Arcs                                                                                     |
| ---------- | ---------- | -------------- | ----------------- | ---------- | ---- | ---------------------------------------------------------------------------------------- |
| Saison 1   | Saison 1   | 4 juillet 2020 | 26 septembre 2020 | 1 - 4      | 1    | Arc de l’Académie du Roi‑Démon (魔王学院編, Maō gakuin‑hen)                              |
| Saison 1   | Saison 1   | 4 juillet 2020 | 26 septembre 2020 | 5 - 8      | 2    | Arc du Tournoi d’Épée Démonique (魔剣大会編, Maken taikai‑hen)                           |
| Saison 1   | Saison 1   | 4 juillet 2020 | 26 septembre 2020 | 9 - 13     | 3    | Arc de l’Académie du Héros (勇者学院編, Yūsha gakuin‑hen)                                |
| Saison 2   | 1er cours  | 8 janvier 2023 | 24 septembre 2023 | 1 - 12     | 4    | Arc du Grand Esprit (大精霊編, Dai seirei‑hen)                                           |
| Saison 2   | 2d cours   | 12 avril 2024  | 24 juillet 2024   | 13 - 18    | 5    | Arc du Jugement Sélectif (選定審判編, Sentei shinpan‑hen)                                |
| Saison 2   | 2d cours   | 12 avril 2024  | 24 juillet 2024   | 19 - 24    | 6    | Arc du Pays du Dieu‑Dragon Giordal (神竜の国ジオルダル編, Shinryū no kuni Jiorudaru‑hen) |
| À annoncer | À annoncer | À annoncer     | À annoncer        | À annoncer | 7    | Arc de la Prophétie d’Agaha (アガハの預言編, Agaha no yogen‑hen)                         |
| À annoncer | À annoncer | À annoncer     | À annoncer        | À annoncer | 8    | Arc du Père du Roi‑Démon (魔王の父編, Maō no chichi‑hen)                                 |
| À annoncer | À annoncer | À annoncer     | À annoncer        | À annoncer | 9    | Arc des Tréfonds du Château du Roi‑Démon (魔王城の深奥編, Maō‑jō no shin’ō‑hen)          |
| À annoncer | À annoncer | À annoncer     | À annoncer        | À annoncer | 10   | Arc des Cieux des Dieux (神々の蒼穹編, Kamigami no soukyū‑hen)                           |
| À annoncer | À annoncer | À annoncer     | À annoncer        | À annoncer | 11   | Arc de la Mer Sacrée aux Eaux Argentées (銀水聖海編, Ginsui seikai‑hen)                  |
| À annoncer | À annoncer | À annoncer     | À annoncer        | À annoncer | 12   | Arc du Monde Catastrophe Abysmal (災淵世界編, Saien sekai‑hen)                           |
| À annoncer | À annoncer | À annoncer     | À annoncer        | À annoncer | 13   | Arc du Monde Sacro‑xiphéen (聖剣世界編, Seiken sekai‑hen)                                |
| À annoncer | À annoncer | À annoncer     | À annoncer        | À annoncer | 14   | Arc du Monde à Balles Magiques (魔弾世界編, Madan sekai‑hen)                             |
| À annoncer | À annoncer | À annoncer     | À annoncer        | À annoncer | 15   | Arc du Continent Sans Dieux (無神大陸編, Mushin tairiku‑hen)                             |

#### Liste des épisodes

##### Saison 2
1er cours
2d cours
Arc du Jugement Sélectif
| No | Titre français                | Titre japonais               | Titre japonais                | Date de 1re diffusion |
| No | Titre français                | Kanji                        | Rōmaji                        | Date de 1re diffusion |
| -- | ----------------------------- | ---------------------------- | ----------------------------- | --------------------- |
| 13 | La Lune de la Création        | 創造の月                     | Sōzō no tsuki                 | 12 avril 2024         |
| 14 | Le Dieu de la Sélection       | 選定の神                     | Sentei no kami                | 19 avril 2024         |
| 15 | L’École de l’Âge des Dieux    | 神代の学府                   | Jindai no gakufu              | 26 avril 2024         |
| 16 | En rassemblant peu de courage | ちっぽけな勇気を合わせながら | Chippokena yūki o awasenagara | 3 mai 2024            |
| 17 | Combat de fierté              | 誇りの戦い                   | Hokori no tatakai             | 10 mai 2024           |
| 18 | Le Roi‑Démon Tout‑Puissant    | 全能なる魔王                 | Zen’nōnaru maō                | 17 mai 2024           |

Arc du Pays du Dieu‑Dragon Giordal
| No | Titre français                              | Titre japonais           | Titre japonais                       | Date de 1re diffusion |
| No | Titre français                              | Kanji                    | Rōmaji                               | Date de 1re diffusion |
| -- | ------------------------------------------- | ------------------------ | ------------------------------------ | --------------------- |
| 19 | L’entraînement militaire du Grand Roi‑Démon | 大魔王教練               | Daimaō kyōren                        | 31 mai 2024           |
| 20 | Le Pays du Dieu‑Dragon                      | 神竜の国                 | Shinryū no kuni                      | 7 juin 2024           |
| 21 | Hymne au Roi‑Démon no 6 : « Voisin »        | 魔王讃美歌 第6番『隣人』 | Maou sanbika ‐ dai‑rokuban: “Rinjin” | 14 juin 2024          |
| 22 | Le Dieu des Traces Revalschned              | 痕跡神リーバルシュネッド | Konseki‑shin Rībarushuneddo          | 28 juin 2024          |
| 23 | La promesse faite en rêve                   | 夢で交わした約束         | Yume de kawashita yakusoku           | 3 juillet 2024        |
| 24 | Le rêve de la divinité                      | 神の見た夢               | Kami no mita yume                    | 24 juillet 2024       |

#### Musique
Les musiques originales de l’adaptation animée sont composées par Keiji Inai (ja).

##### Génériques
La musique du générique d’ouverture de la première saison, Seikai Fuseikai (正解不正解), est interprétée par le groupe de rock CIVILIAN (ja), incluant une version alternative chantée dans son rôle par le comédien vocal principal Tatsuhisa Suzuki (ja), Seikai Fuseikai feat. Anos Voldigoad (正解不正解 feat. アノス・ヴォルディゴード), pour les épisodes 4 et final. Celle de fermeture, Hamidashimono (ハミダシモノ (ja)), est quant à elle interprétée par la comédienne vocale Tomori Kusunoki (Misha Necron),.
Concernant la seconde saison : celle d’ouverture au premier cours (SEIEN) est interprétée par Lenny code fiction (ja) ; et celle au second, Maou (魔王) par le groupe BURNOUT SYNDROMES accompagné au chant de la comédienne vocale Nao Tōyama (Arcana). De même, celles de fermeture sont respectivement : Esoa (エソア) avec sa version alternative du neuvième épisode, Esoa -Ballad ver.- (エソア -Ballad ver.-), interprétées par Momosu Momosu (ja) ; et  Shingetsu (シンゲツ), de nouveau par Tomori Kusunoki sur une musique composée et réalisée par TETSUYA.
Les musiques de scène sont toutes interprétées dans leur rôle respectif par les comédiennes vocales de la chorale constituant l’Union des Admiratrices d’Anos, soit : Kaori Ishihara (Ellen Mihace) ; Madoka Asahina (Jessica Arnett) ; Yūko Ōno (Maia Zemt) ; Haruka Shiraishi (Nono Inota) ; Yume Miyamoto (Xia Minsheng) ; Sayumi Suzushiro (Himca Haula) ; Tomomi Mineuchi — remplacée après la première saison par Mayuko Kazama (Catha Crunoah) ; et enfin, Yūka Amemiya (Shelia Nijem) ; sur les paroles écrites par Shū (l’auteur) et tirées de l’œuvre originale.

## Accueil
En janvier 2020, le tirage de la franchise s'élève à plus d'un million d'exemplaires.

### Édition japonaise

#### Light novel
1. 1 2  (ja) « 魔王学院の不適合者 ～史上最強の魔王の始祖、転生して子孫たちの学校へ通う～ », sur Dengeki Bunko.
2. 1 2  (ja) « 魔王学院の不適合者２ ～史上最強の魔王の始祖、転生して子孫たちの学校へ通う～ », sur Dengeki Bunko.
3. 1 2  (ja) « 魔王学院の不適合者３ ～史上最強の魔王の始祖、転生して子孫たちの学校へ通う～ », sur Dengeki Bunko.
4. 1 2  (ja) « 魔王学院の不適合者４〈上〉 ～史上最強の魔王の始祖、転生して子孫たちの学校へ通う～ », sur Dengeki Bunko.
5. 1 2  (ja) « 魔王学院の不適合者４〈下〉 ～史上最強の魔王の始祖、転生して子孫たちの学校へ通う～ », sur Dengeki Bunko.
6. 1 2  (ja) « 魔王学院の不適合者５ ～史上最強の魔王の始祖、転生して子孫たちの学校へ通う～ », sur Dengeki Bunko.
7. 1 2  (ja) « 魔王学院の不適合者６ ～史上最強の魔王の始祖、転生して子孫たちの学校へ通う～ », sur Dengeki Bunko.
8. 1 2  (ja) « 魔王学院の不適合者７ ～史上最強の魔王の始祖、転生して子孫たちの学校へ通う～ », sur Dengeki Bunko.
9. 1 2  (ja) « 魔王学院の不適合者８ ～史上最強の魔王の始祖、転生して子孫たちの学校へ通う～ », sur Dengeki Bunko.
10. 1 2  (ja) « 魔王学院の不適合者9 ～史上最強の魔王の始祖、転生して子孫たちの学校へ通う～ », sur Dengeki Bunko.
11. 1 2  (ja) « 魔王学院の不適合者10〈上〉 ～史上最強の魔王の始祖、転生して子孫たちの学校へ通う～ », sur Dengeki Bunko.
12. 1 2  (ja) « 魔王学院の不適合者10〈下〉 ～史上最強の魔王の始祖、転生して子孫たちの学校へ通う～ », sur Dengeki Bunko.
13. 1 2  (ja) « 魔王学院の不適合者11 ～史上最強の魔王の始祖、転生して子孫たちの学校へ通う～ », sur Dengeki Bunko.
14. 1 2  (ja) « 魔王学院の不適合者12〈上〉 ～史上最強の魔王の始祖、転生して子孫たちの学校へ通う～ », sur Dengeki Bunko.
15. 1 2  (ja) « 魔王学院の不適合者12〈下〉 ～史上最強の魔王の始祖、転生して子孫たちの学校へ通う～ », sur Dengeki Bunko.
16. 1 2  (ja) « 魔王学院の不適合者13〈上〉 ～史上最強の魔王の始祖、転生して子孫たちの学校へ通う～ », sur Dengeki Bunko.
17. 1 2  (ja) « 魔王学院の不適合者13〈下〉 ～史上最強の魔王の始祖、転生して子孫たちの学校へ通う～ », sur Dengeki Bunko.
18. 1 2  (ja) « 魔王学院の不適合者14〈上〉 ～史上最強の魔王の始祖、転生して子孫たちの学校へ通う～ », sur Dengeki Bunko.
19. 1 2  (ja) « 魔王学院の不適合者14〈下〉 ～史上最強の魔王の始祖、転生して子孫たちの学校へ通う～ », sur Dengeki Bunko.
20. 1 2  (ja) « 魔王学院の不適合者15 ～史上最強の魔王の始祖、転生して子孫たちの学校へ通う～ », sur Dengeki Bunko.
21. 1 2  (ja) « 魔王学院の不適合者16 ～史上最強の魔王の始祖、転生して子孫たちの学校へ通う～ », sur Kadokawa Shoten.
22. 1 2  (ja) « 魔王学院の不適合者17 ～史上最強の魔王の始祖、転生して子孫たちの学校へ通う～ », sur Kadokawa Shoten.

#### Manga
1. 1 2  (ja) « Tome 01 », sur Square Enix.
2. 1 2  (ja) « Tome 02 », sur Square Enix.
3. 1 2  (ja) « Tome 03 », sur Square Enix.
4. 1 2  (ja) « Tome 04 », sur Square Enix.